# 井陉文庙
井陉文庙，位于中国河北省石家庄市井陉县天长镇，是井陉县的文庙。井陉文庙大殿为石家庄市井陉县的一个省级文物保护单位，类型为古建筑，公布时间为1993年7月15日，历史年代为清代。